# Salul
Salul foren dos grups tribals d'Aràbia septentrional d'època preislàmica i dels inicis de l'islam. Un dels dos grups correspon a una branca dels Khuzaa; l'altre grup és una branca de la federació no aràbiga anomenada Kays Aylan (exactament els Hawazin).